# Yūto Horigome
Yūto Horigome (jap. 堀米悠斗 Horigome Yūto; ur. 9 września 1994 w Hokkaido) – japoński piłkarz występujący na pozycji pomocnika.

## Kariera piłkarska
Od 2013 roku występował w Hokkaido Consadole Sapporo, Fukushima United FC i Albirex Niigata.